# Theo Schönhöft
Theo Schönhöft (Steinfeld, 9 maggio 1932 – 26 luglio 1976) è stato un calciatore tedesco, di ruolo attaccante.